# Dihong
Dihong est un village de la Région du Littoral du Cameroun, situé dans la commune de Ndom. Situé à 6 km de Ndom, Dihong est localisé sur la route qui lie Kikot à Ndom.

## Population et développement
En 1967, la population de Dihong était de 108 habitants, essentiellement des Babimbi du peuple Bassa. La population de Dihong était de 66 habitants dont 33 hommes et 33 femmes, lors du recensement de 2005.  